# 経団連襲撃事件
経団連襲撃事件（けいだんれんしゅうげきじけん）とは、1977年（昭和52年）3月3日に起きた立て籠もり事件。

## 概要
1977年（昭和52年）3月3日の夕方4時頃、「憂国道志会」の野村秋介、楯の会の元実動部隊班長・伊藤好雄と元会員西尾俊一、大東塾元塾生・森田忠明の4人が“YP体制打倒青年同盟”を名乗り、“戦後体制の欺瞞に鉄槌を下す”目的の下に、ピストルと猟銃と日本刀を携えて経団連会館に侵入し、職員12名（早い段階で女性ら8人を解放し4人）を人質にとり、7階の会長室に約11時間（翌朝の3時過ぎまで）監禁籠城した（当時の新聞記事では約9時間となっている）。
野村は「直接のきっかけは一昨年、新左翼グループ（日本赤軍）が起こしたクアラルンプール事件だ。日本政府は彼らの要求に屈し、五人の獄中犯をやすやすと釈放してしまった」とその影響を述べている。以下のような「YP（ヤルタ・ポツダム）体制の打倒」を訴える檄文を持ち、土光敏夫会長との面会を求めたが、土光は不在で目標を失った。
犯人たちが三島由紀夫を尊敬していたことから、事件現場に三島未亡人瑤子が赴いて説得にあたったところ、これをきっかけに人質たちは全員解放され、野村他籠城犯全員の逮捕に至った。
野村は懲役6年、他は懲役5年の判決となり服役した。